# Marcelino (presidente)
Marcelino (em latim: Marcellinus) foi um oficial romano do século IV, ativo durante o reinado do imperador Constâncio II (r. 337–361). Segundo uma lei de 23 de janeiro de 342 preservada no Código de Justiniano (II.57.1), Marcelino exerceu a função de presidente da Fenícia. Talvez pode ser identificado com o conde do Oriente homônimo.